# DeAndre Houston-Carson
DeAndre Houston-Carson (* 13. April 1993 in Woodford, Virginia) ist ein US-amerikanischer American-Football-Spieler auf der Position des Safeties. Er stand von 2016 bis 2022 bei den Chicago Bears in der National Football League (NFL) unter Vertrag. Zuletzt spielte Houston-Carson für die Houston Texans.

## Frühe Jahre
Houston-Carson ging in Fredericksburg, Virginia, auf die Highschool. Später besuchte er das College of William & Mary.

## NFL
Houston-Carson wurde im NFL-Draft 2016 in der sechsten Runde an 185. Stelle von den Chicago Bears ausgewählt. Am 9. Mai 2016 unterschrieb er einen Vierjahresvertrag bei den Bears. In seiner ersten Saison bei den Bears kam er fast ausschließlich in den Special Teams zum Einsatz. Am 2. September 2017 wurde er entlassen und anschließend in den Practice Squad der Bears aufgenommen. Am 19. September 2017 wurde er wieder in den aktiven Kader aufgenommen.
Am fünften Spieltag in der Saison 2020, im Spiel gegen die Tampa Bay Buccaneers, verhinderte er einen Pass von Quarterback Tom Brady gegen Ende des vierten Viertels und sicherte so den 20:19-Sieg der Bears. Eine Woche später, im Spiel gegen die Carolina Panthers, fing er nach einem Passversuch von Teddy Bridgewater seine erste Interception in der NFL.
Am 14. Spieltag der Saison 2021 brach er sich den Unterarm, woraufhin er am 13. Dezember 2021 auf die Injured Reserve List gesetzt wurde, was das Saisonaus für ihn bedeutete.
Am 14. August 2023 nahmen die Baltimore Ravens Houston-Carson unter Vertrag. Zwei Wochen später wurde er noch vor Saisonbeginn wieder entlassen. Am 13. September schloss Houston-Carson sich dem Practice Squad der Houston Texans an. Am 30. September wurde er wieder entlassen, zwischenzeitlich stand er im aktiven Kader der Texans. Am 3. Oktober 2023 nahmen die Baltimore Ravens ihn wieder für den Practice Squad unter Vertrag. Am 31. Oktober kehrte er wieder zu den Texans zurück, die ihn in ihren aktiven Kader aufnahmen.